# Petit Biscuit (EP)
Albums de Petit Biscuit
Presence
(2017)
Petit Biscuit est le premier extended play du musicien Petit Biscuit sorti le 13 mai 2016 via son label, Petit Biscuit Music,,.

## Contexte
L'EP propose des échantillons vocaux légers sur des guitares, des touches et des précessions.

## Singles
Open Your Eyes, chanson exclusive de la version physique de l'EP, est sortie en tant que single promotionnel le 8 juin 2015. Sunset Lover est sorti en tant que premier single de l'EP le 25 juin 2015.

## Réception
Andrew Claps de YourEDM a passé en revue l'EP, déclarant que « ses coups de guitare signature accompagnés de côtelettes vocales mélodiques paisibles insufflent un état de nostalgie basé sur des rechutes vers une époque plus heureuse ».

## Liste des titres
| Petit Biscuit | Petit Biscuit | Petit Biscuit | Petit Biscuit | Petit Biscuit | Petit Biscuit | Petit Biscuit | Petit Biscuit | Petit Biscuit | Petit Biscuit |
| No            | Titre         | Durée         |               |               |               |               |               |               |               |
| ------------- | ------------- | ------------- | ------------- | ------------- | ------------- | ------------- | ------------- | ------------- | ------------- |
| 1.            | Once Again    | 5:10          |               |               |               |               |               |               |               |
| 2.            | Sunset Lover  | 3:57          |               |               |               |               |               |               |               |
| 3.            | Jungle        | 4:33          |               |               |               |               |               |               |               |
| 4.            | Full Moon     | 5:38          |               |               |               |               |               |               |               |
| 5.            | Iceland       | 4:41          |               |               |               |               |               |               |               |
| 23:59         |               |               |               |               |               |               |               |               |               |

| Version physique | Version physique | Version physique | Version physique | Version physique | Version physique | Version physique | Version physique | Version physique | Version physique |
| No               | Titre            | Durée            |                  |                  |                  |                  |                  |                  |                  |
| ---------------- | ---------------- | ---------------- | ---------------- | ---------------- | ---------------- | ---------------- | ---------------- | ---------------- | ---------------- |
| 6.               | Open Your Eyes   | 3:40             |                  |                  |                  |                  |                  |                  |                  |
| 26:39            |                  |                  |                  |                  |                  |                  |                  |                  |                  |

## Classements et certifications

### Classements hebdomadaires
| Classements (2016-17) | Meilleure position |
| --------------------- | ------------------ |
| France (SNEP)         | 56                 |

### Certification
| Région                                                                 | Certifications | Unités / Ventes certifiées |
| ---------------------------------------------------------------------- | -------------- | -------------------------- |
| France (SNEP)                                                          | Or             | 50 000‡                    |
| ‡Chiffres de ventes + streaming basés uniquement sur la certification. |                |                            |